# Iglesia de San Salvador (Sariñena)
La Iglesia de El Salvador es el templo parroquial de la localidad de Sariñena (Huesca, Aragón, España). Fue levantada a finales del siglo XVIII en estilo neoclásico.

## Historia
La necesidad de construir una nueva iglesia surge en Sariñena en 1787, cuando se derrumba la torre de la primitiva. Según parece, este templo anterior se remontaba a tiempos de la Reconquista, cuando fue levantada sobre una mezquita. La Real Academia de San Fernando de Madrid propuso al arquitecto Agustín Sanz para trazar el nuevo proyecto, que fue presentado en 1792. Sin embargo, debido problemas de financiación y a avatares históricos, la obra no se terminaría hasta la segunda mitad del siglo XIX, provocando numerosas modificaciones en la idea de partida, a cargo de los directores de obra Vicente Gracián y Antonio Vicente. Una de ellas fue la sustitución de la labor de cantería por la albañilería de ladrillo y mampostería.
Como otras muchas iglesias de la comarca, la parroquia de Sariñena sufrió agresiones vandálicas en el curso de la guerra civil española. En particular, se perdieron todas las piezas (retablos, tallas, etc.) del mobiliario original.

## Descripción
Se trata de un ejemplo paradigmático de la arquitectura neoclásica aragonesa, a pesar de que su monumentalidad volumétrica no armoniza con un entorno que la encierra e impide su contemplación completa desde ningún ángulo, y de que las transformaciones sufridas por el proyecto original hayan roto su coherencia espacial y ornamental. A pesar de su austeridad material, se logran unos volúmenes exteriores de gran simplicidad, aunque la mayor efectividad se encuentra en la limpieza y sencillez clásicas del espacio exterior.
El templo tiene planta de cruz latina, con tres naves divididas en tres tramos, donde el segundo está ligeramente marcado sin sobresalir en planta, a modo de falso crucero. La cruz se difumina también en el plano al haber una sacristía de igual tamaño que los tramos de la nave y a cada lado de la cabecera, más un pórtico a los pies que ocupa todo el largo de la fachada. La nave central se cubre con bóveda de cañón con lunetos, lo mismo que los lados del falso crucero, ocupando el centro del mismo una gran cúpula sobre pechinas. Los tramos de las naves laterales, a modo de capillas, se cierran con cúpulas sobre pechinas. Todo el abovedamiento del templo presenta plementería lisa, sin ninguna ornamentación. 
Las tres naves están separadas por grandes machones achaflanados, a los que se adosan pilastras de orden compuesto, jónico con guirnaldas, típico de la arquitectura clasicista aragonesa del XVIII. Sobre ellas discurre un entablamiento de gran desarrollo pero de escasa molduración, primando en él la línea pura. Los vanos son en arco rebajado con vidrieras modernas, en las capillas del primer tramo, y con ventanas termales, en los lados del crucero. Estos y los elementos estructurales constituyen la única decoración del exterior.
Perdido el mobiliario original en la Guerra Civil, tras la contienda fue sustituido por ocho retablos realizados por los hermanos Albareda. Son piezas que imitan los estilos gótico, renacentista y barroco, destacando por su riqueza iconográfica y material el Retablo Mayor, un bello trabajo neogótico formado por predela, tres cuerpos de tres calles y guardapolvo, a la manera de los retablos afiligranados del siglo XV. Una talla de bulto redondo de Cristo Salvador preside la mazonería; a su alrededor, diez pinturas con escenas evangélicas.
Lo más llamativo del exterior es la fachada, que según los autores es difícil de encontrar en la arquitectura española por consistir en un pórtico tetrástilo de orden dórico gigante, y eso a pesar de quedar cortado a la altura del entablamiento.